# La Veu de Sabadell
La Veu de Sabadell fue un periódico español editado en Sabadell entre 1924 y 1929.

## Historia
Su primer número salió a la calle el 1 de diciembre de 1924. El diario quedó bajo la dirección del periodista Juan Costa y Deu. Fue una publicación cercana a la Lliga Regionalista, sin pertenecer directamente al partido. A lo largo de su existencia llegó a mantener malas relaciones con el Diari de Sabadell. Continuó editándose hasta el 19 de septiembre de 1929.